# Camptosema paraguariense
Camptosema paraguariense là một loài thực vật có hoa trong họ Đậu. Loài này được (Chodat & Hassl.) Hassl. miêu tả khoa học đầu tiên.